# 柯克沃尔
柯克沃尔（英語：Kirkwall）是奥克尼群岛的首府和最大的城镇，位於苏格兰本土北端海岸线之外，奧克尼群島的主岛上。这座城镇的紀載首見于1046年的奧克尼傳奇故事（Orkneyinga saga），当时它被记载为奥克尼伯爵Rögnvald Brusason 的居所，而此人后来被他的叔叔（英文原文作uncle）Thorfinn the Mighty 所杀。在1486年，苏格兰国王詹姆斯三世将柯克沃尔升格为皇家自治城鎮；时至今日，柯克沃尔的路标仍旧写明“城市和皇家自治市镇柯克沃尔” （The City and Royal Burgh of Kirkwall）。
柯克沃尔这个名字来自于古斯堪的纳维亚语“Kirkjuvagr”一词，意为“教堂湾”。之后此名讹传为Kirkvoe，然后演变为Kirkwaa。

## 地理
柯克沃尔坐落于奥克尼群岛主岛北岸，拥有八千五百人口。柯克沃尔是个港口，有渡轮通航阿伯丁、勒威克，以及群岛中主要的北部岛屿。柯克沃爾機場為奥克尼群岛的主要機場。

## 政治
柯克沃尔是奧克尼群島議會（Orkney Islands Council）的所在地。柯克沃尔属于奥克尼和设得兰选区，由一位下议院议员代表。

## 文化
在城镇中心有Rögnvald Kali伯爵（后被封圣）为了纪念圣·马格努斯·厄林德孙（Saint Magnus Erlendsson，1108-1117任奥克尼伯爵）而建立的圣马格努斯大教堂。教堂旁边是曾经的主教官邸和伯爵官邸的遗迹。柯克沃尔英文名字中的“Kirk”指的并非是該大教堂（这座大教堂原来位于伯塞），而是十一世纪的“挪威的圣奥拉夫”教堂（ church of Saint Olaf of Norway）。这座教堂晚中世纪的大门保存了下来，而该教堂曾使用的圣体柜现保存于位于镇中Dundas Crescent的晚十九世纪时期建筑圣奥拉夫主教座堂（Saint Olaf's Church (Episcopal)）当中。
镇中有两座博物馆，位于苏格兰保存最好的十六世纪联建住宅（town-house）之一当中的奥克尼博物馆（The Orkney Museum）保存有当地历史有关的展品，其中关于史前时代，皮克特人的和维京人的展品有国际级的重要性。另一座为奥克尼无线电博物馆（Orkney Wireless Museum），收藏关于无线电和留声技术的展品。
柯克沃尔拥有许多本地风格的十七世纪至十八世纪的洋房和其他建筑。柯克沃尔曾经拥有一座中世纪城堡，但在十七世纪被毁。
该镇西翼Hatston Industrial Estate环抱之中，坐落着史前纪念物“Grain Earth House”， 该建筑包括一段短的有石墙的地下通路，通向一间用柱子支撑的小房间。这是北部岛屿（the Northern Isles）上特有的所谓“地房”（earth house ）或地下储藏室（souterrain）的形式（尽管Grain不寻常的位于地下非常深的位置）。它曾经与一间地上居所相连，但该居所现在已经不见了，而这个铁器时代的遗迹当时的用途为何仍旧不得而知。通向遗迹的钥匙保存在奥尔塔克旅游中心和代理（Ortak Visitor Centre and Factory）手中
该镇主要的年度庆典之一是“the Ba Game”，每年在圣诞节和元旦举行。参赛队伍为the Uppies 和 the Doonies两队，每队代表市镇的一半。柯克沃尔拥有世界最北的卡内基图书馆，该馆于1909年由安德鲁·卡内基和其夫人开设。图书馆的建筑目前仍旧存在，但图书馆本身现在搬到了交点路（Junction Road）一栋更大的建筑当中。

## 媒体和艺术
《从苏格兰高地和岛屿间可以看到的柯克沃尔港——皇家旅行》是一部于1973年由奥斯卡·马尔萨罗里（Oscar Marzaroli）导演的，关于查尔斯王子访问苏格兰高地和岛屿的纪录片。

## 資料來源
1. Ainmean-Àite na h-Alba ~ Gaelic Place-Names of Scotland
2. Scots Language Centre: Scottish Place Names in Scots
3. ↑  http://www.hie.co.uk/HIE-economic-reports-2007/Kirkwall%20settlement%20profile%20-%20Dec%2007.pdf